# Meioneta collina
Meioneta collina är en spindelart som beskrevs av Alfred Frank Millidge 1991. Meioneta collina ingår i släktet Meioneta och familjen täckvävarspindlar.
Artens utbredningsområde är Colombia. Inga underarter finns listade i Catalogue of Life.